# Lista de canções gravadas por Muse
Lista compreensiva com todas as músicas lançadas pela banda britânica de rock alternativo Muse.

## Músicas dos Álbuns
| Showbiz (1999) - "Cave" - "Escape" - "Falling Down" - "Fillip" - "Hate This & I'll Love You" - "Muscle Museum" - "Overdue" - "Showbiz" - "Sober" - "Sunburn" - "Unintended" - "Uno" | Origin of Symmetry (2001) - "Bliss" - "Citizen Erased" - "Darkshines" - "Feeling Good" - "Hyper Music" - "Megalomania" - "Micro Cuts" - "New Born" - "Plug In Baby" - "Screenager" - "Space Dementia" | Absolution (2003) - "Apocalypse Please" - "Blackout" - "Butterflies and Hurricanes" - "Endlessly" - "Falling Away With You" - "Hysteria" - "Interlude" - "Intro" - "Ruled by Secrecy" - "Sing for Absolution" - "Stockholm Syndrome" - "The Small Print" - "Thoughts of a Dying Atheist" - "Time Is Running Out" |

| Black Holes and Revelations (2006) - "Assassin" - "City of Delusion" - "Exo-Politics" - "Hoodoo" - "Invincible" - "Knights of Cydonia" - "Map of the Problematique" - "Soldier's Poem" - "Starlight" - "Supermassive Black Hole" - "Take a Bow" | The Resistance (2009) - "Uprising" - "Resistance" - "Undisclosed Desires" - "United States of Eurasia" - "Guiding Light" - "Unnatural Selection" - "MK Ultra" - "I Belong to You" - "Exogenesis: Symphony Part I (Overture)" - "Exogenesis: Symphony Part II (Cross Pollination)" - "Exogenesis: Symphony Part III (Redemption)" | The 2nd Law (2012) 1. "Supremacy" 2. "Madness" 3. "Panic Station" 4. "Prelude" 5. "Survival" 6. "Follow Me" 7. "Animals" 8. "Explorers" 9. "Big Freeze" 10. "Save Me" 11. "Liquid State" 12. "The 2nd Law: Unsustainable" 13. "The 2nd Law: Isolated System" |

| Drones (2015) 1. "Dead Inside" 2. "[Drill Sergeant]" 3. "Psycho" 4. "Mercy" 5. "Reapers" 6. "The Handler" 7. "[JFK]" 8. "Defector" 9. "Revolt" 10. "Aftermath" 11. "The Globalist" 12. "Drones" | Simulation Theory (2018) 1. "Algorithm" 2. "The Dark Side" 3. "Pressure" 4. "Propaganda" 5. "Break it to Me" 6. "Something Human" 7. "Thought Contagion" 8. "Get Up and Fight" 9. "Blockades" 10. "Dig Down" 11. "The Void" | Will Of The People (2022) 1. "Will Of The People" 2. "Compliance" 3. "Liberation" 4. "Won't Stand Down" 5. "Ghosts (How Can I Move On)" 6. "You Make Me Feel Like It's Halloween" 7. "Kill Or Be Killed" 8. "Verona" 9. "Euphoria" 10. "We Are Fucking Fucked" |

## B-sides
| "Uno" (1999) - "Jimmy Kane" – CD - "Forced In" – CD - "Uno (versão alternativa) – 7" - "Agitated" – 7" | "Cave" (1999) - "Twin" – CD1 - "Cave (Remix)" – CD1 - "Host" – CD2 - "Coma" – CD2 - "Cave (Remix instrumental) – 7" | "Muscle Museum" (1999) - "Do We Need This?" – CD1 - "Muscle Museum (acústico ao vivo) – CD1 - "Muscle Museum (Versão padrão) – CD2 - "Pink Ego Box" – CD2 - "Con-Science" – CD2 - "Minimum" – 7" | "Sunburn" (2000) - "Ashamed" – CD1 - "Sunburn (Live) – CD1 - "Yes Please" – CD2 - "Uno (ao vivo) – CD2 - "Sunburn (acústico ao vivo) – 7" |

| "Unintended" (2000) - "Recess" – CD1 - "Falling Down (Acústico da Ouï FM)" – CD1 - "Unintended (Video)" – CD1 - "Nishe" – CD2 - "Hate This and I'll Love You (Acústico da Ouï FM)" – CD2 - "Sober (Live Paradiso, Amsterdam)" – 7" | Relançamento de "Muscle Museum" (2000) - "Muscle Museum (US Mix)" – Relançamento CD1 - "Agitated (ao vivo)" – Re-Release CD1 - "Sunburn (Timo Maas Sunstroke Mix)" – Relançamento CD1 - "Muscle Museum (Video)" – Relançamento CD1 - "Sober (Saint US Mix)" – Relançamento CD2 - "Muscle Museum (Soulwax Mix)" – Relançamento CD2 - "Escape (Ao vivo Oui FM)" – Relançamento 7" vinil | "Plug In Baby" (2001) - "Nature_1" – CD1 - "Execution Commentary" – CD1 - "Plug In Baby (Video) – CD1 - "Spiral Static" – CD2 - "Bedroom Acoustics" – CD2 | "New Born" (2001) - "New Born (Oakenfold Perfecto Remix)" – CD1 - "Shrinking Universe" – CD1 - "Piano Thing" – CD1 - "New Born (Video)" – CD1 - "Map of Your Head" – CD2 - "Plug In Baby (ao vivo) – CD2 |

| "Bliss" (2001) - "The Gallery" – CD1 - "Screenager (ao vivo)" – CD1 - "Bliss (Video)" – CD1 - "Hyper Chondriac Music" – CD2 - "New Born (ao vivo) – CD2 - "Making of Bliss Video" – DVD | "Hyper Music/Feeling Good" (2001) - "Feeling Good (ao vivo)" – Hyper Music/Feeling Good CD - "Shine" – Hyper Music/Feeling Good CD - "Hyper Music (Video)" – Hyper Music/Feeling Good CD - "Hyper Music (ao vivo)" – Feeling Good/Hyper Music CD - "Please, Please, Please Let Me Get What I Want" – Feeling Good/Hyper Music CD - "Feeling Good (Video)" – Feeling Good/Hyper Music CD | "Dead Star/In Your World" (2002) - "Futurism" – Dead Star/In Your World CD - "Dead Star (Video)" – Dead Star/In Your World CD - "Can't Take My Eyes Off You" – In Your World/Dead Star CD - "In Your World (Video)" – In Your World/Dead Star CD | "Stockholm Syndrome" (2003) - "Stockholm Syndrome (Video)" |

| "Time Is Running Out" (2003) - "The Groove" – CD - "Time Is Running Out (Video)" – DVD - "Making of Time Is Running Out" – DVD | "Hysteria" (2003) - "Eternally Missed" – CD - "Hysteria (Director's Cut - Video)" – DVD - "Hysteria (Video ao vivo do MTV2)" – DVD - "Making of Hysteria" – DVD | "Sing for Absolution" (2004) - "Sing For Absolution" (Versão completa - US Remix) – CD - "Fury" – CD - "Sing For Absolution (Video) – DVD - "Making of Sing For Absolution" – DVD - "Big Day Off (Video)" – DVD | "Apocalypse Please" (2004) - "Apocalypse Please" (ao vivo) |

| "Butterflies and Hurricanes" (2004) - "Sing for Absolution (Ao vivo do acústico da BBC Radio 2)" – CD - "Butterflies and Hurricanes (Ao vivo do Glastonbury 2004)" – 7" - "Butterflies and Hurricanes (Video)" – DVD - "The Groove in The States" – DVD - "Raw Video Footage" – DVD | "Supermassive Black Hole" (2006) - "Crying Shame" – CD - "Supermassive Black Hole (Video)" – DVD - "The Making of Supermassive Black Hole" – DVD - "Gallery" – DVD | "Starlight" (2006) - "Easily" – CD - "Supermassive Black Hole (Phones Control Voltage Remix)" – 7" - "Starlight (Video)" – DVD - "The Making of Starlight" – DVD - "Hidden Track" – DVD - "Gallery" – DVD - "Starlight" (A o vivo do AOL – Exclusivo do iTunes) | "Knights of Cydonia" (2006) - "Supermassive Black Hole (Ao vivo do Campo Pequeno, Lisboa)" – CD - "Assassin (Edição do Grand Omega Bosses)" – 7" - "Knights of Cydonia (Video)" – DVD - "The Making of Knights of Cydonia" – DVD - "Knights of Cydonia (Ao vivo do AOL)" – Exclusivo do iTunes - "Knights of Cydonia (Ao vivo do Palacio Deportes, Madri)" – Exclusivo do Muse.mu |

| "Invincible" (2007) - "Knights of Cydonia (Simian Mobile Disco Remix)" – CD - "Glorious" – 7" - "Invincible (Video)" – DVD - "The Making of Invincible" – DVD - "Invincible Video (Ao vivo de Milão)" – DVD - "Invincible (Ao vivo de Milão)" – Exclusivo do iTunes | "Map of The Problematique" (2007) - "Map of the Problematique (Does It Offend You, Yeah? Remix) - "Map of the Problematique (Ao vivo do AOL)" – Exclusivo do iTunes - "Map of the Problematique (Editado por Rich Costey)" – Exclusivo do Muse.mu - "Map of the Problematique (Ao vivo do Wembley Stadium)" – Exclusivo do Muse.mu | "Uprising" (2009) - "Uprising (Does It Offend You Yeah? Remix)" – CD - "Who Knows Who" – 7" - "Uprising (Ao vivo de Teignmouth)" – Exclusivo do Muse.mu | "Undisclosed Desires" (2009) - "Undisclosed Desires (Thin White Duke Remix)" - "Undisclosed Desires (Thin White Duke Remix - editado)" - "Undisclosed Desires (The Big Pink Remix)" |

| "Resistance" (2010) - "Prague" – CD - "Popcorn" – 7" - "Resistance (versão de rádio)" - "Resistance (Tiësto Remix)" | Exogenesis: Symphony (EP) (2010) - "Uprising (Ao vivo de Teignmouth)" – 12" - "Resistance (Ao vivo de Lisboa)" – 12" |

## Apenas singles
- "Dead Star" (2002)
- "In Your World" (2002)
- "Neutron Star Collision (Love Is Forever)" (2010)

## Faixas ocultas
- Hidden Track (também chamada de "You Fucking Motherfucker"), que está presente no "Starlight" DVD single (2006)

## Participações
- "Who Knows Who", com The Streets (2008)

## Outros lançamentos
This Is a Muse Demo (1995)
- "Backdoor"
- "Feed"
- "Jigsaw Memory"
- "Sling"

Newton Abbot Demo (1997)
- "Balloonatic"
- "Boredom"
- "Crazy Days"
- "Falling With the Crowd"
- "Forameus"
- "Rain"

## Covers
- "Can't Take My Eyes Off You"
- "Close Encounters of The Third Kind" (intro ao vivo)
- "Dracula Mountain" (ao vivo)
- "House Of The Rising Sun"
- "Feeling Good"
- "Maggie's Farm" (ao vivo)
- "Man Of Mystery"
- "Microphone Fiend" (ao vivo)
- "Please, Please, Please, Let Me Get What I Want"
- "School Boy Crush" (ao vivo)
- "Lithium" (ao vivo)
- "Hungry Like The Wolf" (ao vivo)